# لوئیس جوزف ونس
لوئیس جوزف وَنس (انگلیسی: Louis Joseph Vance؛ ‏ ۱۹ سپتامبر ۱۸۷۹ – ۱۶ دسامبر ۱۹۳۳) رمان‌نویس، تهیه‌کننده فیلم و فیلم‌نامه‌نویس اهل ایالات متحده آمریکا بود.
از فیلم‌هایی که وی در آن‌ها نقش داشته است، می‌توان به عشق، گذرنامه برای سوئز و جید اسپانیایی اشاره نمود.